# Saint-Sauveur-en-Rue
 Saint-Sauveur-en-Rue  es una población y comuna francesa, situada en la región de Ródano-Alpes, departamento de Loira, en el distrito de Saint-Étienne y cantón de Bourg-Argental.

## Demografía
| 1324 | 1266 | 1190 | 1136 | 1053 | 1105 |
| Para los censos de 1962 a 1999 la población legal corresponde a la población sin duplicidades (Fuente: INSEE [Consultar]) |      |      |      |      |      |